# LATAM Colombia
Pour les articles homonymes, voir Aires.
LATAM Colmbia (précédemment LAN Colombia, ou autrefois AIRES Colombia ( pour Aerovías de Integración Regional S.A., en espagnol, les airs)), est une compagnie aérienne intérieure de Colombie. Elle est devenue le 1er octobre 2013 un membre affilié de l'alliance de compagnies aériennes Oneworld.

## Histoire

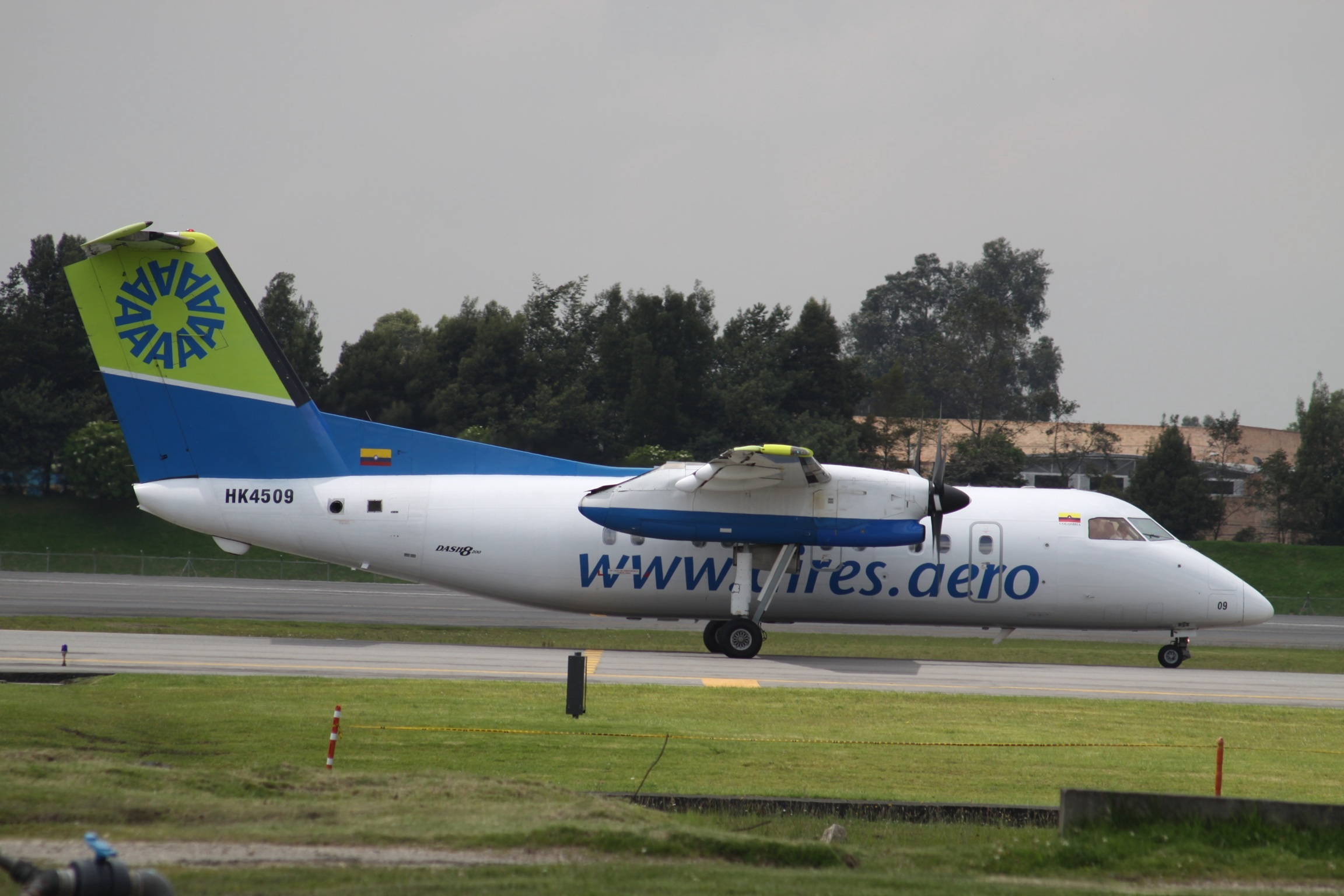
Dash8-200 EOH (SKMD) d'AIRES

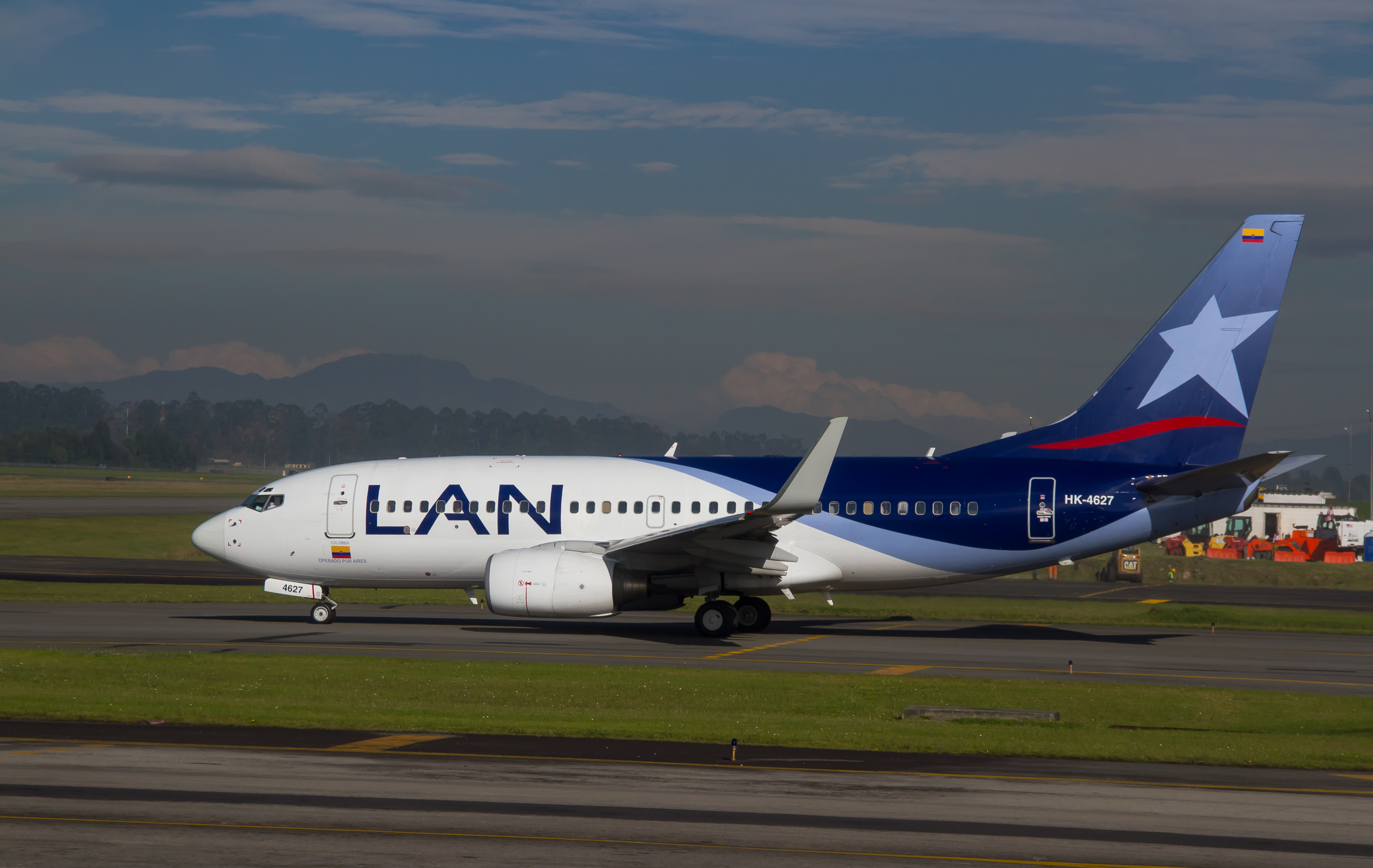
Boeing 737-700 de LAN Colombia

## Flotte
En octobre 2020, la flotte de LATAM Colombia est constituée des appareils suivants :
| Appareil        | En Service | Commandes | Passagers | Remarques |
| --------------- | ---------- | --------- | --------- | --------- |
| Airbus A319-100 | 6          | —         | 144       |           |
| Airbus A320-200 | 9          | —         | 174       |           |
| Total           | 15         | —         |           |           |